# 劉豊
劉 豊（りゅう ほう、生年不詳 - 549年）は、中国の東魏の武人。字は豊生。本貫は普楽郡。

## 経歴
北魏の正光年間、破六韓抜陵の乱が起こると、劉豊は城を守りぬいた功績により、普楽郡太守に任じられ、山鹿県公に封じられた。528年、霊州鎮城大都督に任じられた。後に宇文泰により衛大将軍に任じられたが、劉豊は受けなかった。536年、霊州刺史の曹泥とともに東魏に降り、西魏の趙善らによる包囲を受けたが、高歓に救援された。東魏の平西将軍・南汾州刺史となった。高歓が宇文泰を河陰で破ったとき、劉豊は先鋒として戦ったので、高歓に手ずから功績を讃えられた。劉豊は左衛将軍となり、殷州刺史として出向した。
西魏の王思政が長社に駐屯すると、高澄は劉豊と清河王高岳に命じてこれを攻撃させた。劉豊は水攻めの作戦を立て、洧水を堰きとめて、城を冠水させた。ときに劉豊と行台の慕容紹宗が船に乗って視察していたところ、にわかに暴風が起こって船は城下に吹き流された。西魏側に鹵獲されて、劉豊は殺害された。大司馬・司徒公・尚書令の位を追贈され、諡を忠といった。
子の劉曄が後を嗣いだ。

## 伝記資料
- 『北斉書』巻27 列伝第19
- 『北史』巻53 列伝第41